# Camp de Morvedre
Die Comarca Camp de Morvedre ist eine der 16 Comarcas in der Provinz Valencia der Valencianischen Gemeinschaft. Diese Region ist eine moderne Gründung aus dem Jahr 1989 und umfasst die alte Region Valle de Segó und einen Teil des historischen Calderona. 
Die im Nordosten gelegene Comarca umfasst 16 Gemeinden auf einer Fläche von 271,20 km².

## Gemeinden
| Gemeinde                 | Einwohner (2024) | Fläche km² | Dichte Einw./km² | Cod INE | Postleitzahl |
| ------------------------ | ---------------- | ---------- | ---------------- | ------- | ------------ |
| Albalat dels Tarongers   | 1.516            | 21,34      | 71               | 46010   | 46591        |
| Alfara de la Baronia     | 614              | 11,71      | 52               | 46024   | 46594        |
| Algar de Palancia        | 542              | 13,15      | 41               | 46028   | 46593        |
| Algimia de Alfara        | 1.104            | 14,45      | 76               | 46030   | 46148        |
| Benavites                | 661              | 4,27       | 155              | 46052   | 46514        |
| Benifairó de les Valls   | 2.318            | 4,35       | 533              | 46058   | 46511        |
| Canet de Berenguer       | 7.771            | 3,84       | 2.024            | 46082   | 46529        |
| Estivella                | 1.631            | 20,92      | 78               | 46120   | 46590        |
| Faura                    | 3.671            | 1,64       | 2.238            | 46122   | 46512        |
| Gilet                    | 3.887            | 11,28      | 345              | 46134   | 46149        |
| Petrés                   | 1.142            | 1,87       | 611              | 46192   | 46501        |
| Quart de les Valls       | 1.040            | 8,43       | 123              | 46101   | 46510        |
| Quartell                 | 1.657            | 3,18       | 521              | 46103   | 46510        |
| Sagunt                   | 71.377           | 132,36     | 539              | 46220   | 46500, 46520 |
| Segart                   | 167              | 6,64       | 25               | 46224   | 46592        |
| Torres Torres            | 750              | 11,77      | 64               | 46245   | 46595        |
| Comarca Camp de Morvedre | 99.848           | 271,20     | 368              | –       | –            |